# Diada de la Comunitat flamenca
La Diada de la Comunitat flamenca (en neerlandès: Feestdag van de Vlaamse Gemeenschap) és una festa anual que se celebra a la Comunitat Flamenca de Bèlgica l'11 de juliol de cada any i que és considerada la Diada Nacional de Flandes. Durant la festa nacional flamenca i els dies que l'envolten, diverses ciutats i municipis organitzen celebracions, festivals folklòrics i actuacions. Les autoritats locals i els residents onegen la bandera de Flandes. També l'11 de juliol, el govern flamenc atorga els honors de la Comunitat Flamenca a ciutadans flamencs que s'ho mereixen.

## Origen
La festa commemora la Batalla de Kortrijk de l'11 de juliol de 1302, en què milícies del comtat de Flandes i del comtat de Namur van derrotar un exèrcit de cavallers francesos i brabantins a les terres pantanoses del Groeningebeek, prop de Kortrijk. La milícia flamenca consistia principalment en un exèrcit d'artesans i pagesos. Aquesta batalla va ser coneguda més tard amb el nom de "la Batalla dels Esperons d'Or", pels nombrosos esperons d'or trobats després al camp de batalla.
Durant la Diada el simbolisme flamenc pren protagonisme. El lleó flamenc com a símbol data dels comtes de Flandes al segle XII. El lleó flamenc com a cançó es va originar en el mateix esperit romàntic de l'època que la novel·la De Leeuw van Vlaanderen de Hendrik Conscience. Després de l'establiment de les tres comunitats culturals i lingüístiques de Bèlgica el 1970, la Comunitat Cultural Neerlandesa (precursora del govern flamenc) va promulgar una llei el 6 de juliol de 1973, que prescriu la bandera flamenca, l'escut d'armes, l'himne nacional i la Diada de la Comunitat Flamenca.

## Celebració
En el passat, les celebracions tradicionals de l'11 de juliol eren fonamentals per a l'experiència de la festa nacional flamenca, però en les darreres dècades la diada nacional s'ha convertit en una festa popular a gran escala. El 2022, hi va haver més de 1.000 iniciatives locals i associacions amb motiu de la festa, sovint subvencionades pel Govern Flamenc. Els mitjans de comunicació flamencs també celebren la festa nacional, i la Radio Televisió Flamenca ajuda a organitzar una gran festa al Grote Markt d'Anvers. També és un costum anual que hi hagi una celebració tradicional de l'11 de juliol a l'Ajuntament de Brussel·les.
Radio 2 publica una cançó de la Diada cada any. Aquí teniu un resum:
- 2002: Vlaanderen boven de Raymond van het Groenewoud
- 2012: Vlaanderen Feest de De Romeo's
- 2014: Vlaanderen Feest! de Bart Kaëll
- 2015: Omdat ik Vlaming de Willy Sommers, Bart Kaëll, De Romeo's i Garry Hagger
- 2016: Vlaanderen boven, una nova versió de Raymond van het Groenewoud
- 2017: Vlaanderen Feest de Jelle Cleymans
- 2018: Hier voel ik me thuis de Barbara Dex
- 2019: Vlaanderen m'n land de la sèrie #LikeMe de Will Tura
- 2020: Allemaal, una nova versió de Wim Soutaer, Willy Sommers i Brahim & Zita Wauters
- 2021: Sterker Dan Ooit de Willy Sommers
- 2022: Als de zon schijnt de Jérémie Vrielynck i Sali Haidara
- 2023: Feest de Stan Van Samang

## Festivitat remunerada
La Diada de la Comunitat flamenca és, per definició, una festa oficialment reconeguda, però encara no és una festa remunerada per a tots els flamencs. Tanmateix, si que ho és pels empleats públics i dins de certs sectors. El 2020, el govern federal, liderat per Alexander De Croo (de l'Open Vld), va decidir donar a les regions l'opció de convertir la festa nacional en un festiu remunerat. El 2022, el ministre-president flamenc Jan Jambon (de l'N-VA) va demanar al govern federal que treballés per convertir la festa nacional flamenca en una festa pagada.